# Chalcopteryx rutilans
Chalcopteryx rutilans е вид водно конче от семейство Polythoridae. Видът не е застрашен от изчезване.

## Разпространение
Разпространен е в Аржентина, Боливия, Бразилия и Перу.